# Köhlerhütte Fürstenbrunn
Die Köhlerhütte Fürstenbrunn ist seit dem 19. Jahrhundert ein Ausflugsziel und Restaurant in Waschleithe, einem heutigen Ortsteil der Stadt Grünhain-Beierfeld bei Schwarzenberg im sächsischen Erzgebirge. 1994 wurde die historische Köhlerhütte zu einem Hotel erweitert. In fußläufig erreichbarer Nähe befinden sich das Schaubergwerk „Herkules-Frisch-Glück“ einschließlich eines Pochhammers sowie die Heimatecke, eine Miniaturschauanlage verschiedener erzgebirgischer Bauten.

## Geschichte
Zum Gedenken an die Befreiung des Prinzen und späteren Herzogs von Sachsen Albrecht aus den Händen des Prinzenräubers Kunz von Kaufungen durch den Köhler Georg Schmidt veranlassten patriotische Kreise unter Führung des Schwarzenberger Finanzprokurators Johann Traugott Lindner die Aufstellung eines Denkmals in Form eines Obelisken am Fürstenberg bei Waschleithe, das am 8. Juli 1822 im Beisein mehrerer Schützenkorps und Bergknappschaften geweiht wurde. Die Stelle am Fürstenberg bei Waschleithe gilt als ein möglicher Ort der Gefangennahme von Kaufungens, der urkundlich nicht belegt ist.
Das Denkmal entwickelte sich bald zu einem Anziehungspunkt für Wanderer und Ausflügler. Zum Schutz des Obelisken, der häufig von Vandalen beschmiert worden war, ließ die königliche Forstverwaltung 1838 neben dem Denkmal ein Blockhaus errichten, das volkstümlich als Köhlerhütte bezeichnet wurde. Der Bau kostete 1000 Taler und erfolgte nach Plänen und unter Aufsicht des Schwarzenberger Baumeisters Friedrich Rau und des Maurermeisters Hübschmann aus Grünstädtel. Zu deren Richtfest am 11. September 1838 erschien der König von Sachsen Friedrich August II. mit seiner Frau Maria. Als ständiger Bewohner der Köhlerhütte zog am 1. November 1838 der Raschauer Steiger Franz Anton Richter, der in einem benachbarten Bergwerk arbeitete, mit seiner Familie ein und übernahm die Aufsicht über Haus und Obelisken. Nach einigen Aus- und Umbauten wurde am 8. Juli 1839 eine Gaststube eingeweiht und Richter wurde erster Wirt. Er erhielt die Erlaubnis, Speisen und Getränke auszugeben unter der Auflage, „nur anständige Gesellschaft“ im Köhlerhaus zu dulden.
Im Jahr 1920  sorgten die Heimatfreunde Walter Fröbe, Friedrich Emil Krauß, Hugo Hartmann und weitere Mitglieder des Erzgebirgszweigvereins Schwarzenberg für eine neue Einrichtung der Bauernstube: sie erhielt einen Kachelofen, altbäuerliches Gestühl und Tische, das „Blechwams“ (die Rüstung) eines Ritters und weitere Andenken, die an den Sächsischen Prinzenraub erinnerten. Dieses Erscheinungsbild ist bis auf kleine Verluste trotz mehrerer Besitzerwechsel noch immer erhalten (Stand 2018).
Nach der Wende ließ der neue Privatbesitzer die Gaststätte im Jahr 1994 durch einen Neubaukomplex zu einem Hotel erweitern. Heute führt wieder ein Schmidt die Geschicke in Fürstenbrunn.

## Bilder der Köhlerhütte Fürstenbrunn

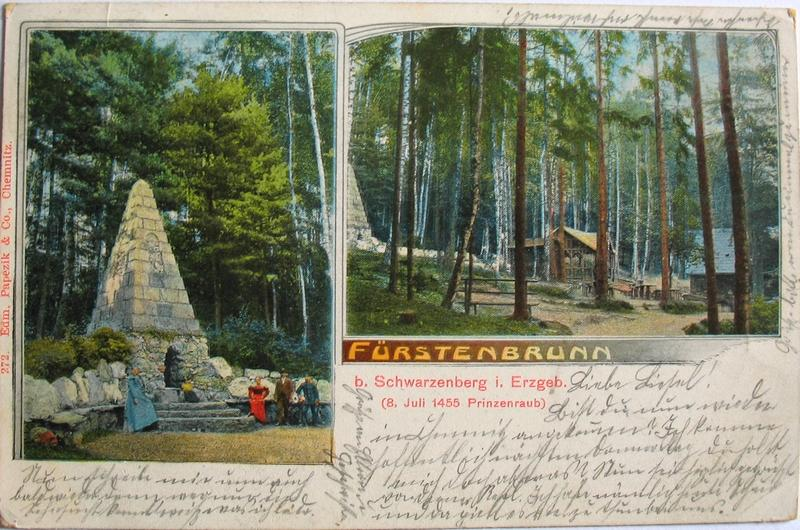
Historische Ansichtskarte, 1907 gelaufen: links Obelisk, rechts Gesamtansicht mit Obelisk (links) und Köhlerhütte (rechts)
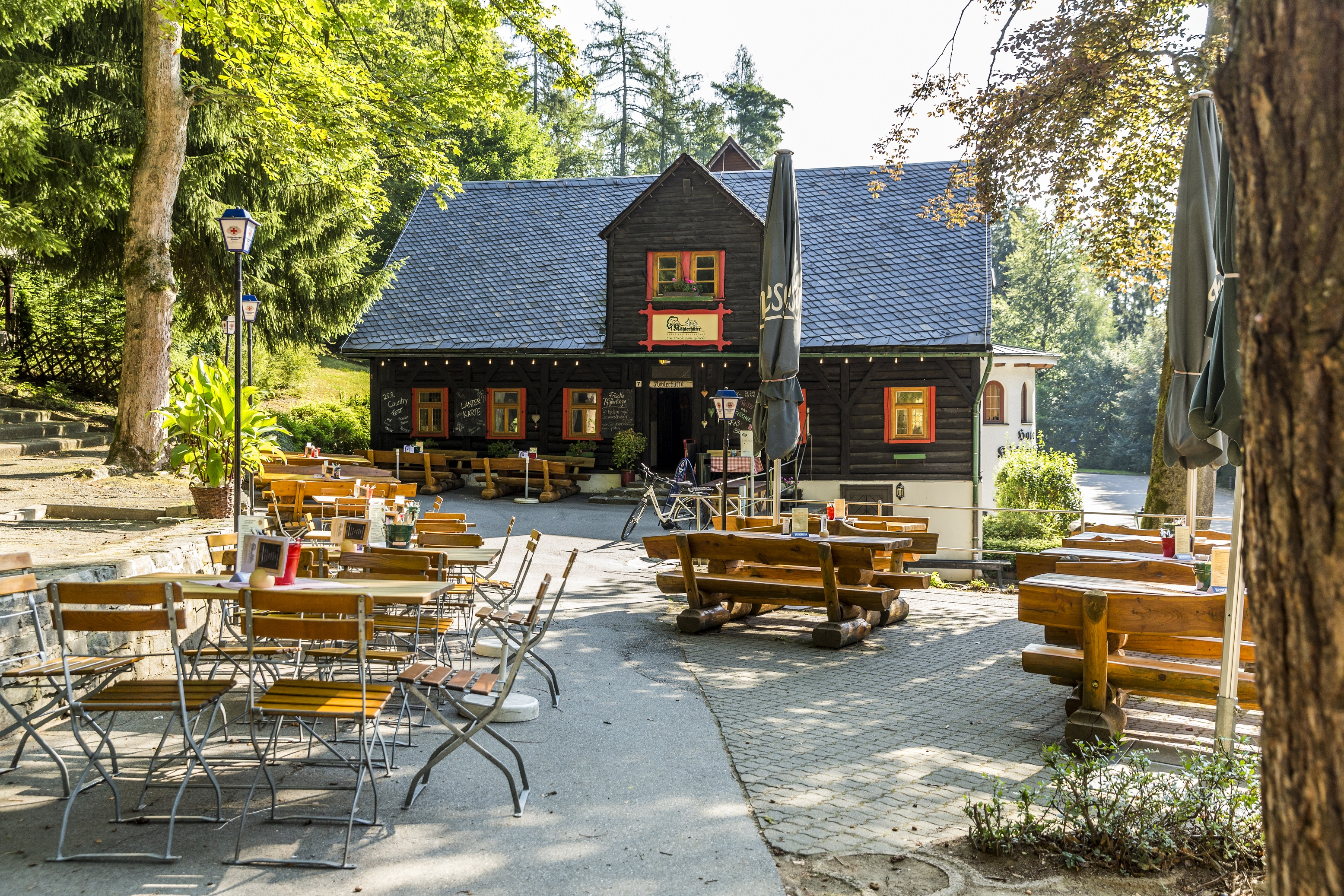
Hotel und Restaurant Köhlerhütte mit Biergarten
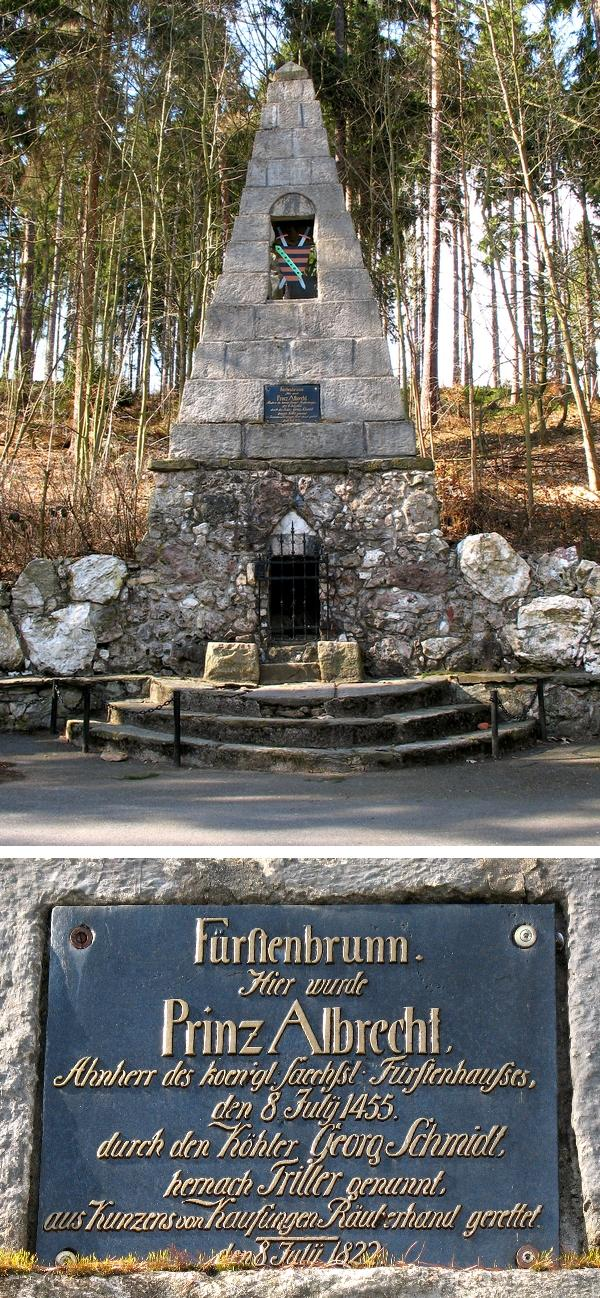
Denkmal zu Ehren der Befreiung Albrechts